# جون سيمونز (لاعب كرة قدم أمريكية)
جون سيمونز (بالإنجليزية: John Simmons)‏ هو لاعب كرة قدم أمريكية أمريكي، ولد في 1 ديسمبر 1958 في ليتل روك في الولايات المتحدة.

## وصلات خارجية
- جون سيمونز على موقع مرجع كرة القدم المحترفة.كوم (الإنجليزية)